# San Martín (Misiones)
San Martín é um município da Argentina, província de Misiones, Oberá (departamento). Possui 2.126 habitantes. Sua atividade econômica está baseada na exploração de erva-mate, chá e tabaco.